# Малониколаевка (Луганская область)
Малоникола́евка (укр. Маломиколаївка) — посёлок, относится к Антрацитовскому району Луганской области Украины.
Центр Малониколаевского поссовета, в который входят также сёла Елизаветовка и Захидное.

## Географическое положение
Посёлок расположен на реке Ольховая, в 45 км от районного центра, в 12 км от железнодорожной станция Штеровка. В окрестностях посёлка, ниже по течению Ольховой, расположено Елизаветинское водохранилище. Ближайшие населённые пункты — сёла Захидное на юге, Новобулаховка на востоке, посёлок Мирное на северо-востоке, село Елизаветовка на северо-северо-востоке, посёлки Штеровка, Степовое, Ковыльное, а также город Петровское, на западе.

## Название
Название села образовано от сочетания «младший Николай». Земли этого селения принадлежали одному из самых зажиточных господ сего округа — сербскому полковнику Штеричу, у которого было трое детей, младшего звали Николаем, в честь которого и нарекли село.

## История
На окраине посёлка обнаружено поселение эпохи бронзы, 4 курганных могильника с 22 курганами.
Село основано в начале XVIII века крестьянами-выходцами из Черниговской, Полтавской, Смоленской, Курской губерний.
В конце XIX века в селе работали шахты и чугунолитейный завод.
Статус посёлка городского типа с 1964 года.
В январе 1989 года численность населения составляла 2598 человек.
В июле 1995 года Кабинет министров Украины утвердил решение о приватизации находившегося здесь птицеводческого совхоза.
По состоянию на 1 января 2013 года численность населения составляла 1719 человек.
С весны 2014 года — в составе Луганской Народной Республики.

## Известные люди
В Малониколаевке родились:
- Василий Данилович Катков (1867 — после 1917) — русский правовед, публицист.
- Павел Фёдорович Булацель (1867—1919) — русский националист, юрист, адвокат, общественный деятель, журналист.
- Иван Данилович Сиволап (1918—1941) — Герой Советского Союза.

## Местный совет
94641, Луганская обл., Антрацитовский р-н, пгт. Малониколаевка, ул. Советская, 9-А